# Bałachta
Bałachta (ros. Балахта) – osiedle typu miejskiego w Rosji, w Kraju Krasnojarskim, ośrodek administracyjny rejonu bałachtińskiego. W 2010 liczyło 7410 mieszkańców.